# Lago Brown
Lago Brown är en sjö i Chile.   Den ligger i regionen Región de Aisén, i den södra delen av landet, 1 600 km söder om huvudstaden Santiago de Chile. Lago Brown ligger 499 meter över havet. Arean är 19,7 kvadratkilometer. Den sträcker sig 7,6 kilometer i nord-sydlig riktning, och 10,3 kilometer i öst-västlig riktning.
Trakten runt Lago Brown består i huvudsak av gräsmarker. Trakten runt Lago Brown är nära nog obefolkad, med mindre än två invånare per kvadratkilometer.